# Gare de Keikyū Kawasaki
La gare de Keikyū Kawasaki (京急川崎駅, Keikyū Kawasaki-eki) est une gare ferroviaire de la ville de Kawasaki, dans la préfecture de Kanagawa au Japon. La gare est exploitée par la compagnie Keikyū.

## Situation ferroviaire
Gare d'échange, elle est située au point kilométrique (PK) 11,8 de la ligne principale Keikyū. Elle marque le début de la ligne Keikyū Daishi.

## Histoire
La gare de Keikyū Kawasaki a été inaugurée le 1er février 1901.

## Service des voyageurs

### Accueil
La gare dispose d'un bâtiment voyageurs, avec guichets, ouvert tous les jours.

### Desserte
- Ligne Keikyū Daishi :
  - voies 1 et 3 : direction Kojimashinden
- Ligne principale Keikyū :
  - voies 4 et 5: direction Yokohama, Uraga, Misakiguchi et Shinzushi
  - voies 6 et 7: direction Shinagawa et Sengakuji (interconnexion avec la ligne Asakusa pour Oshiage)

### Intermodalité
La gare de Kawasaki de la JR East est située à proximité, au sud-ouest de la gare.